# Фабиан, Арпад
А́рпад Фа́биан (венг. Fábián Árpád OPraem, 28 октября 1926 года, Кошице, Чехословакия — 14 мая 1986 года, Сомбатхей, Венгрия) — католический прелат, епископ Сомбатхея с 7 января 1975 года по 14 мая 1986 года, член монашеского ордена премонстрантов.

## Биография
17 июня 1951 года Арпад Фабиан был рукоположён в священника в монашеском ордене премонстрантов.
8 февраля 1972 года Римский папа Павел VI назначил Арпада Фабиана апостольским администратором епархии Сомбатхея и титулярным епископом Клипии. 16 марта 1972 года состоялось рукоположение Арпада Фабиана в епископа, которое совершил архиепископ Калочи Йожеф Ийяш в сослужении с епископом Печа Йожефом Черхати и епископом Ваца Йожефом Банком.
7 января 1975 года Арпад Фабиан был назначен епископом Сомбатхея.
14 мая 1986 года Арпад Фабиан скончался в Сомбатхее.